# Il bue
Il bue (Oxen) è un film del 1991 diretto da Sven Nykvist.
Presentato nella sezione Un Certain Regard al 45º Festival di Cannes, è stato candidato all'Oscar al miglior film straniero.